# شهرستان نیژنسرگینسکی
شهرستان نیژنسرگینسکی (به لاتین: Nizhneserginsky District) یک شهرستان در روسیه است که در استان سوردلوفسک واقع شده‌است.